# Рудня (Городокский район)
Ру́дня (бел. Ру́дня) — деревня на северо-востоке Городокского района Витебской области Беларуси. Входит в состав Езерищенского сельсовета, ранее центр Руднянского сельсовета.

## География
Деревня расположена на реках: Ловать, впадающей в озеро Ильмень и Сервайка, в 21 километре восточнее юго-востока от городского поселка Езерище.

## Население
- 60 жителей (1926);
- 336 жителей (1959);
- 289 жителей (1970);
- 260 жителей (2001);
- 229 жителей (2002)[2];
- 106 жителей (2019)[1].

## Достопримечательность
- Памятник землякам, погибшим в Великой Отечественной войне
- Братская могила советских воинов и партизан